# Сан Виталиано
Сан Виталиа̀но (на италиански: San Vitaliano) е градче и община в Южна Италия, провинция Неапол, регион Кампания. Разположено е на 30 m надморска височина. Населението на общината е 6189 души (към 2010 г.).